# Рябовське сільське поселення (Вікуловський район)
Рябовське сільське поселення (рос. Викуловское сельское поселение) — муніципальне утворення у складі Вікуловського району Тюменської області, Росія.
Адміністративний центр — село Рябово.

## Населення
Населення — 319 осіб (2020; 336 у 2018, 435 у 2010, 593 у 2002).

## Склад
До складу поселення входять такі населені пункти:
| Населений пункт | Населення, осіб (2002) | Населення, осіб (2010) |
| --------------- | ---------------------- | ---------------------- |
| Рябово, село    | 391                    | 261                    |
| Шешуки, село    | 202                    | 174                    |